# Стэндли, Уильям
Уильям Стэндли (англ. William H. Standley; 18 декабря 1872 — 25 октября 1963) — американский адмирал, посол США в СССР в 1942—1943 годах.

## Биография
Уильям Гаррисон Стэндли родился в городе Юкайа (штат Калифорния), был школьным учителем.
В 1891 году Стэндли поступил в Военно-морскую академию США в Аннаполисе (штат Мэриленд), и закончил её со средними оценками. Звание лейтенанта он получил в 1899 году. И затем был направлен в Калифорнию, на остров Мэр (Mare Island) на военную верфь.
Во время Первой мировой войны он был комендантом зданий и территории Военно-морской академии и в связи с этим по должности стал членом лейбористского комитета Военно-морской академии (Naval Academy Labor Board). В этом качестве он познакомился с помощником министра военно-морских сил Франклина Рузвельта при президенте Вудро Вильсоне.
В 1919 году Стэндли получил звание капитана. В июле 1924 года он был назначен помощником директора военно-морского планирования в управлении Начальника оперативного штаба ВМС в Вашингтоне, округ Колумбия.
В 1927 году Стэндли стал контр-адмиралом и директором флотской подготовки. На следующий год его назначили помощником Начальника оперативного штаба ВМС. В 1933 году при поддержке друга в Белом Доме он стал адмиралом и Начальником оперативного штаба Военно-морских сил США. В течение четырёх лет он тесно работал с президентом над укреплением военно-морских сил. На должности Начальника оперативного штаба военно-морских сил 1 января 1937 года его сменил адмирал Уильям Леги (William D. Leahy).
После этого в 1937 году он вышел в отставку, но был вновь призван на действительную службу в 1941 году после нападения Японии на Пёрл-Харбор. 14 февраля 1942 года президент Франклин Делано Рузвельт назначил его послом в СССР. Стэндли вручил свои верительные грамоты 14 апреля 1942 года.
При Стэндли в СССР начали прибывать большие объёмы американской военной помощи. С именем Стэндли связан инцидент в советско-американских отношениях, когда он резко осудил высокопоставленных советских чиновников, не выражавших благодарность США за помощь по ленд-лизу. В марте 1943 года Стэндли заявил журналистам на пресс-конференции в Москве:

Российские власти, по-видимому, хотят скрыть факт, что они получают помощь извне. Очевидно, они хотят уверить свой народ, что Красная Армия сражается в этой войне одна.— 
В конце концов посол подал в отставку, которая была принята президентом Рузвельтом 19 сентября 1943 года.
Именем адмирала Стэндли названы крейсер, калифорнийский заповедник и школа.